# 奪標 (雜誌)
《奪標》是香港一本已停刊的綜合體育雜誌，屬雙周刊，創刊日期為1981年1月，於2000年10月停刊，出版人及主編分別為朱沛霖及黃日明。

## 簡介
《奪標》是香港電視出版有限公司出版的體育雜誌，主講足球，輔以其他體育項目。該刊為十六開本，每期八十二頁。香港、澳門、台灣地區以及海外華埠均有發行。

## 主要欄目
- 《奪標專題》
- 《特寫》
- 《足球》
- 《網球》
- 《NBA》
- 《世界體壇傳真》